# Davis Cup 2021 – kvalifikační kolo
Kvalifikační kolo Davis Cupu 2021 představovalo dvanáct mezistátních tenisových zápasů, hraných mezi 6. a 7. březnem 2020. Dvanáct vítězů kvalifikačního kola postoupilo do madridského finále hraného v listopadu 2021. Na dvanáct poražených čekala účast v 1. světové skupině probíhajícího ročníku, která byla odložena na březen a září 2021. Los kvalifikačních dvojic se uskutečnil 24. listopadu 2019 během finálového turnaje v madridské aréně La Caja Mágica.

## Týmy
Účast v kvalifikačním kole si zajistilo:
- 14 týmů z 5.–18. místa finále 2019
  - Francie a Srbsko obdržely divokou kartu přímo do finále
- 12 vítězů barážových utkání 1. skupin kontinentálních zón 2019 
  - 6 týmů z Evropy a Afriky
  - 3 týmy z Ameriky
  - 3 týmy z Asie a Oceánie

Nasazené týmy
- Argentina
- Austrálie
- Belgie
- Česko
- Chorvatsko
- Itálie
- Japonsko
- Kazachstán
- Německo
- Rakousko
- Spojené státy
- Švédsko

Nenasazené týmy
- Bělorusko
- Brazílie
- Ekvádor
- Chile
- Indie
- Jižní Korea
- Kolumbie
- Maďarsko
- Nizozemsko
- Slovensko
- Uruguay
- Uzbekistán

## Přehled zápasů
| Kvalifikační kolo – 6. a 7. března 2020 | Kvalifikační kolo – 6. a 7. března 2020 | Kvalifikační kolo – 6. a 7. března 2020 | Kvalifikační kolo – 6. a 7. března 2020 | Kvalifikační kolo – 6. a 7. března 2020 | Kvalifikační kolo – 6. a 7. března 2020 | Kvalifikační kolo – 6. a 7. března 2020 |
| Domácí                                  | výsledek                                | hosté                                   | místo konání                            | areál / hala                            | povrch                                  | zdroj                                   |
| --------------------------------------- | --------------------------------------- | --------------------------------------- | --------------------------------------- | --------------------------------------- | --------------------------------------- | --------------------------------------- |
| Chorvatsko [1]                          | 3–1                                     | Indie                                   | Záhřeb                                  | Dom Sportova                            | tvrdý (h)                               | [ 3 ]                                   |
| Maďarsko                                | 3–2                                     | Belgie [2]                              | Debrecín                                | Főnix Hall                              | antuka (h)                              | [ 4 ]                                   |
| Kolumbie                                | 3–1                                     | Argentina [3]                           | Bogotá                                  | Palacio de los Deportes                 | antuka (h)                              | [ 5 ]                                   |
| Spojené státy [4]                       | 4–0                                     | Uzbekistán                              | Honolulu                                | Neal S. Blaisdell Center                | tvrdý (h)                               | [ 6 ]                                   |
| Austrálie [5]                           | 3–1                                     | Brazílie                                | Adelaide                                | Memorial Drive Tennis Centre            | tvrdý                                   | [ 7 ]                                   |
| Itálie [6]                              | 4–0                                     | Jižní Korea                             | Cagliari                                | Circolo Tennis Cagliari                 | antuka                                  | [ 8 ]                                   |
| Německo [7]                             | 4–1                                     | Bělorusko                               | Düsseldorf                              | Castello Düsseldorf                     | tvrdý (h)                               | [ 9 ]                                   |
| Kazachstán [8]                          | 3–1                                     | Nizozemsko                              | Nur-Sultan                              | Národní tenisové centrum Daulet         | tvrdý (h)                               | [ 10 ]                                  |
| Slovensko                               | 1–3                                     | Česko [9]                               | Bratislava                              | AXA Aréna NTC                           | antuka (h)                              | [ 11 ]                                  |
| Rakousko [10]                           | 3–1                                     | Uruguay                                 | Premstätten                             | Steiermarkhalle Schwarzlsee             | tvrdý (h)                               | [ 12 ]                                  |
| Japonsko [11]                           | 0–3                                     | Ekvádor                                 | Miki                                    | Bourbon Beans Dome                      | tvrdý (h)                               | [ 13 ]                                  |
| Švédsko [12]                            | 3–1                                     | Chile                                   | Stockholm                               | Kungliga tennishallen                   | tvrdý (h)                               | [ 14 ]                                  |

## Kvalifikační kolo

### Chorvatsko vs. Indie
| | Chorvatsko | 3 :                                                     | 1      | Indie  |     |            |
| --- | ---------- | ------------------------------------------------------- | ------ | ------ | --- | ---------- |
| Dom Sportova, Záhřeb, Chorvatsko 6.–7. března 2020 tvrdý (hala) |            |                                                         |        |        |     |            |
| \| \| \| \| 1. \| 2. \| 3. \| \| \| -- \| \| ------------------------------------------------------- \| ------ \| ------ \| --- \| ---------- \| \| 1. \| \| Borna Gojo Prajnéš Gunneswaran \| 3 6 \| 6 4 \| 6 2 \| \| \| 2. \| \| Marin Čilić Ramkumar Ramanathan \| 710 68 \| 710 68 \| \| \| \| 3. \| \| Mate Pavić / Franko Škugor Rohan Bopanna / Leander Paes \| 3 6 \| 711 69 \| 5 7 \| \| \| 4. \| \| Marin Čilić Sumit Nagal \| 6 0 \| 6 1 \| \| \| \| 5. \| \| Borna Gojo Ramkumar Ramanathan \| \| \| \| nehrálo se \| \| \| \| \| \| \| \| \| \| \| \| \| \| \| \| \| \| \| \| \| \| \| \| \| \| \| \| \| \| \| \| \| \| \| \| \| \| \| \| \| |            |                                                         |        |        |     |            |
| |            |                                                         | 1.     | 2.     | 3.  |            |
| 1. |            | Borna Gojo Prajnéš Gunneswaran                          | 3 6    | 6 4    | 6 2 |            |
| 2. |            | Marin Čilić Ramkumar Ramanathan                         | 710 68 | 710 68 |     |            |
| 3. |            | Mate Pavić / Franko Škugor Rohan Bopanna / Leander Paes | 3 6    | 711 69 | 5 7 |            |
| 4. |            | Marin Čilić Sumit Nagal                                 | 6 0    | 6 1    |     |            |
| 5. |            | Borna Gojo Ramkumar Ramanathan                          |        |        |     | nehrálo se |
| |            |                                                         |        |        |     |            |
| |            |                                                         |        |        |     |            |
| |            |                                                         |        |        |     |            |
| |            |                                                         |        |        |     |            |
| |            |                                                         |        |        |     |            |

### Maďarsko vs. Belgie
| | Maďarsko | 3 :                                                           | 2    | Belgie |     |  |
| --- | -------- | ------------------------------------------------------------- | ---- | ------ | --- |  |
| Főnix Hall, Debrecín, Maďarsko 6.–7. března 2020 antuka (hala) |          |                                                               |      |        |     |  |
| \| \| \| \| 1. \| 2. \| 3. \| \| \| -- \| \| ------------------------------------------------------------- \| ---- \| ---- \| --- \| \| \| 1. \| \| Attila Balázs Ruben Bemelmans \| 7 5 \| 64 7 \| 4 6 \| \| \| 2. \| \| Márton Fucsovics Kimmer Coppejans \| 6 2 \| 5 7 \| 6 4 \| \| \| 3. \| \| Attila Balázs / Márton Fucsovics Sander Gillé / Joran Vliegen \| 6 3 \| 1 6 \| 4 6 \| \| \| 4. \| \| Attila Balázs Kimmer Coppejans \| 6 3 \| 6 0 \| \| \| \| 5. \| \| Márton Fucsovics Ruben Bemelmans \| 67 9 \| 6 4 \| 6 2 \| \| \| \| \| \| \| \| \| \| \| \| \| \| \| \| \| \| \| \| \| \| \| \| \| \| \| \| \| \| \| \| \| \| \| \| \| \| \| \| \| \| |          |                                                               |      |        |     |  |
| |          |                                                               | 1.   | 2.     | 3.  |  |
| 1. |          | Attila Balázs Ruben Bemelmans                                 | 7 5  | 64 7   | 4 6 |  |
| 2. |          | Márton Fucsovics Kimmer Coppejans                             | 6 2  | 5 7    | 6 4 |  |
| 3. |          | Attila Balázs / Márton Fucsovics Sander Gillé / Joran Vliegen | 6 3  | 1 6    | 4 6 |  |
| 4. |          | Attila Balázs Kimmer Coppejans                                | 6 3  | 6 0    |     |  |
| 5. |          | Márton Fucsovics Ruben Bemelmans                              | 67 9 | 6 4    | 6 2 |  |
| |          |                                                               |      |        |     |  |
| |          |                                                               |      |        |     |  |
| |          |                                                               |      |        |     |  |
| |          |                                                               |      |        |     |  |
| |          |                                                               |      |        |     |  |

### Kolumbie vs. Argentina
| | Kolumbie | 3 :                                                                    | 1     | Argentina |     |            |
| --- | -------- | ---------------------------------------------------------------------- | ----- | --------- | --- | ---------- |
| Palacio de los Deportes, Bogotá, Kolumbie 6.–7. března 2020 antuka (hala) |          |                                                                        |       |           |     |            |
| \| \| \| \| 1. \| 2. \| 3. \| \| \| -- \| \| ---------------------------------------------------------------------- \| ----- \| ---- \| --- \| ---------- \| \| 1. \| \| Daniel Elahi Galán Leonardo Mayer \| 6 1 \| 6 4 \| \| \| \| 2. \| \| Santiago Giraldo Juan Ignacio Londero \| 78 66 \| 3 6 \| 2 6 \| \| \| 3. \| \| Juan Sebastián Cabal / Robert Farah Máximo González / Horacio Zeballos \| 6 3 \| 63 7 \| 7 5 \| \| \| 4. \| \| Daniel Elahi Galán Juan Ignacio Londero \| 6 3 \| 6 4 \| \| \| \| 5. \| \| Santiago Giraldo Leonardo Mayer \| \| \| \| nehrálo se \| \| \| \| \| \| \| \| \| \| \| \| \| \| \| \| \| \| \| \| \| \| \| \| \| \| \| \| \| \| \| \| \| \| \| \| \| \| \| \| \| |          |                                                                        |       |           |     |            |
| |          |                                                                        | 1.    | 2.        | 3.  |            |
| 1. |          | Daniel Elahi Galán Leonardo Mayer                                      | 6 1   | 6 4       |     |            |
| 2. |          | Santiago Giraldo Juan Ignacio Londero                                  | 78 66 | 3 6       | 2 6 |            |
| 3. |          | Juan Sebastián Cabal / Robert Farah Máximo González / Horacio Zeballos | 6 3   | 63 7      | 7 5 |            |
| 4. |          | Daniel Elahi Galán Juan Ignacio Londero                                | 6 3   | 6 4       |     |            |
| 5. |          | Santiago Giraldo Leonardo Mayer                                        |       |           |     | nehrálo se |
| |          |                                                                        |       |           |     |            |
| |          |                                                                        |       |           |     |            |
| |          |                                                                        |       |           |     |            |
| |          |                                                                        |       |           |     |            |
| |          |                                                                        |       |           |     |            |

### Spojené státy americké vs. Uzbekistán
| | Spojené státy americké | 4 :                                                     | 0   | Uzbekistán |    |            |
| --- | ---------------------- | ------------------------------------------------------- | --- | ---------- | -- | ---------- |
| Neal S. Blaisdell Center, Honolulu, Spojené státy americké 6.–7. března 2020 tvrdý (hala) |                        |                                                         |     |            |    |            |
| \| \| \| \| 1. \| 2. \| 3. \| \| \| -- \| \| ------------------------------------------------------- \| --- \| --- \| -- \| ---------- \| \| 1. \| \| Reilly Opelka Denis Istomin \| 6 2 \| 7 5 \| \| \| \| 2. \| \| Taylor Fritz Sandžar Fajzijev \| 6 1 \| 6 2 \| \| \| \| 3. \| \| Bob Bryan / Mike Bryan Sandžar Fajzijev / Denis Istomin \| 6 3 \| 6 4 \| \| \| \| 4. \| \| Tommy Paul Denis Istomin \| 6 3 \| 6 0 \| \| \| \| 5. \| \| Reilly Opelka Sandžar Fajzijev \| \| \| \| nehrálo se \| \| \| \| \| \| \| \| \| \| \| \| \| \| \| \| \| \| \| \| \| \| \| \| \| \| \| \| \| \| \| \| \| \| \| \| \| \| \| \| \| |                        |                                                         |     |            |    |            |
| |                        |                                                         | 1.  | 2.         | 3. |            |
| 1. |                        | Reilly Opelka Denis Istomin                             | 6 2 | 7 5        |    |            |
| 2. |                        | Taylor Fritz Sandžar Fajzijev                           | 6 1 | 6 2        |    |            |
| 3. |                        | Bob Bryan / Mike Bryan Sandžar Fajzijev / Denis Istomin | 6 3 | 6 4        |    |            |
| 4. |                        | Tommy Paul Denis Istomin                                | 6 3 | 6 0        |    |            |
| 5. |                        | Reilly Opelka Sandžar Fajzijev                          |     |            |    | nehrálo se |
| |                        |                                                         |     |            |    |            |
| |                        |                                                         |     |            |    |            |
| |                        |                                                         |     |            |    |            |
| |                        |                                                         |     |            |    |            |
| |                        |                                                         |     |            |    |            |

### Austrálie vs. Brazílie
| | Austrálie | 3 :                                                                    | 1    | Brazílie |      |            |
| --- | --------- | ---------------------------------------------------------------------- | ---- | -------- | ---- | ---------- |
| Memorial Drive Tennis Centre, Adelaide, Austrálie 6.–7. března 2020 tvrdý |           |                                                                        |      |          |      |            |
| \| \| \| \| 1. \| 2. \| 3. \| \| \| -- \| \| ---------------------------------------------------------------------- \| ---- \| ---- \| ---- \| ---------- \| \| 1. \| \| Jordan Thompson Thiago Monteiro \| 6 4 \| 6 4 \| \| \| \| 2. \| \| John Millman Thiago Seyboth Wild \| 4 6 \| 7 60 \| 6 2 \| \| \| 3. \| \| James Duckworth / John Peers Marcelo Demoliner / Felipe Meligeni Alves \| 7 5 \| 5 7 \| 6 78 \| \| \| 4. \| \| John Millman Thiago Monteiro \| 6 78 \| 7 63 \| 7 63 \| \| \| 5. \| \| Jordan Thompson Thiago Seyboth Wild \| \| \| \| nehrálo se \| \| \| \| \| \| \| \| \| \| \| \| \| \| \| \| \| \| \| \| \| \| \| \| \| \| \| \| \| \| \| \| \| \| \| \| \| \| \| \| \| |           |                                                                        |      |          |      |            |
| |           |                                                                        | 1.   | 2.       | 3.   |            |
| 1. |           | Jordan Thompson Thiago Monteiro                                        | 6 4  | 6 4      |      |            |
| 2. |           | John Millman Thiago Seyboth Wild                                       | 4 6  | 7 60     | 6 2  |            |
| 3. |           | James Duckworth / John Peers Marcelo Demoliner / Felipe Meligeni Alves | 7 5  | 5 7      | 6 78 |            |
| 4. |           | John Millman Thiago Monteiro                                           | 6 78 | 7 63     | 7 63 |            |
| 5. |           | Jordan Thompson Thiago Seyboth Wild                                    |      |          |      | nehrálo se |
| |           |                                                                        |      |          |      |            |
| |           |                                                                        |      |          |      |            |
| |           |                                                                        |      |          |      |            |
| |           |                                                                        |      |          |      |            |
| |           |                                                                        |      |          |      |            |

### Itálie vs. Jižní Korea
| | Itálie | 4 :                                                       | 0   | Jižní Korea |    |            |
| --- | ------ | --------------------------------------------------------- | --- | ----------- | -- | ---------- |
| Circolo Tennis Cagliari, Cagliari, Itálie 6.–7. března 2020 antuka |        |                                                           |     |             |    |            |
| \| \| \| \| 1. \| 2. \| 3. \| \| \| -- \| \| --------------------------------------------------------- \| --- \| --- \| -- \| ---------- \| \| 1. \| \| Fabio Fognini Lee Duck-hee \| 6 0 \| 6 3 \| \| \| \| 2. \| \| Gianluca Mager Nam Ji-sung \| 6 3 \| 7 5 \| \| \| \| 3. \| \| Simone Bolelli / Fabio Fognini Nam Ji-sung / Song Min-kyu \| 6 3 \| 6 1 \| \| \| \| 4. \| \| Stefano Travaglia Chung Yun-seong \| 6 0 \| 6 1 \| \| \| \| 5. \| \| Gianluca Mager Lee Duck-hee \| \| \| \| nehrálo se \| \| \| \| \| \| \| \| \| \| \| \| \| \| \| \| \| \| \| \| \| \| \| \| \| \| \| \| \| \| \| \| \| \| \| \| \| \| \| \| \| |        |                                                           |     |             |    |            |
| |        |                                                           | 1.  | 2.          | 3. |            |
| 1. |        | Fabio Fognini Lee Duck-hee                                | 6 0 | 6 3         |    |            |
| 2. |        | Gianluca Mager Nam Ji-sung                                | 6 3 | 7 5         |    |            |
| 3. |        | Simone Bolelli / Fabio Fognini Nam Ji-sung / Song Min-kyu | 6 3 | 6 1         |    |            |
| 4. |        | Stefano Travaglia Chung Yun-seong                         | 6 0 | 6 1         |    |            |
| 5. |        | Gianluca Mager Lee Duck-hee                               |     |             |    | nehrálo se |
| |        |                                                           |     |             |    |            |
| |        |                                                           |     |             |    |            |
| |        |                                                           |     |             |    |            |
| |        |                                                           |     |             |    |            |
| |        |                                                           |     |             |    |            |

### Německo vs. Bělorusko
| | Německo | 4 :                                                            | 1   | Bělorusko |      |  |
| --- | ------- | -------------------------------------------------------------- | --- | --------- | ---- |  |
| Castello Düsseldorf, Düsseldorf, Německo 6.–7. března 2020 tvrdý (hala) |         |                                                                |     |           |      |  |
| \| \| \| \| 1. \| 2. \| 3. \| \| \| -- \| \| -------------------------------------------------------------- \| --- \| ---- \| ---- \| \| \| 1. \| \| Jan-Lennard Struff Ilja Ivaška \| 6 4 \| 6 4 \| \| \| \| 2. \| \| Philipp Kohlschreiber Jegor Gerasimov \| 6 4 \| 5 7 \| 63 7 \| \| \| 3. \| \| Kevin Krawietz / Andreas Mies Ilja Ivaška / Andrej Vasilevskij \| 6 4 \| 7 65 \| \| \| \| 4. \| \| Jan-Lennard Struff Jegor Gerasimov \| 6 3 \| 6 2 \| \| \| \| 5. \| \| Dominik Koepfer Daniil Ostapenko \| 6 0 \| 6 2 \| \| \| \| \| \| \| \| \| \| \| \| \| \| \| \| \| \| \| \| \| \| \| \| \| \| \| \| \| \| \| \| \| \| \| \| \| \| \| \| \| \| \| |         |                                                                |     |           |      |  |
| |         |                                                                | 1.  | 2.        | 3.   |  |
| 1. |         | Jan-Lennard Struff Ilja Ivaška                                 | 6 4 | 6 4       |      |  |
| 2. |         | Philipp Kohlschreiber Jegor Gerasimov                          | 6 4 | 5 7       | 63 7 |  |
| 3. |         | Kevin Krawietz / Andreas Mies Ilja Ivaška / Andrej Vasilevskij | 6 4 | 7 65      |      |  |
| 4. |         | Jan-Lennard Struff Jegor Gerasimov                             | 6 3 | 6 2       |      |  |
| 5. |         | Dominik Koepfer Daniil Ostapenko                               | 6 0 | 6 2       |      |  |
| |         |                                                                |     |           |      |  |
| |         |                                                                |     |           |      |  |
| |         |                                                                |     |           |      |  |
| |         |                                                                |     |           |      |  |
| |         |                                                                |     |           |      |  |

### Kazachstán vs. Nizozemsko
| | Kazachstán | 3 :                                                                   | 1    | Nizozemsko |     |            |
| --- | ---------- | --------------------------------------------------------------------- | ---- | ---------- | --- | ---------- |
| Národní tenisové centrum Daulet, Nur-Sultan, Kazachstán 6.–7. března 2020 tvrdý (hala) |            |                                                                       |      |            |     |            |
| \| \| \| \| 1. \| 2. \| 3. \| \| \| -- \| \| --------------------------------------------------------------------- \| ---- \| ---- \| --- \| ---------- \| \| 1. \| \| Michail Kukuškin Robin Haase \| 4 6 \| 7 62 \| 3 6 \| \| \| 2. \| \| Alexandr Bublik Tallon Griekspoor \| 7 64 \| 7 64 \| \| \| \| 3. \| \| Andrej Golubjev / Oleksandr Nedověsov Robin Haase / Jean-Julien Rojer \| 6 3 \| 6 3 \| \| \| \| 4. \| \| Alexandr Bublik Robin Haase \| 7 64 \| 6 1 \| \| \| \| 5. \| \| Michail Kukuškin Tallon Griekspoor \| \| \| \| nehrálo se \| \| \| \| \| \| \| \| \| \| \| \| \| \| \| \| \| \| \| \| \| \| \| \| \| \| \| \| \| \| \| \| \| \| \| \| \| \| \| \| \| |            |                                                                       |      |            |     |            |
| |            |                                                                       | 1.   | 2.         | 3.  |            |
| 1. |            | Michail Kukuškin Robin Haase                                          | 4 6  | 7 62       | 3 6 |            |
| 2. |            | Alexandr Bublik Tallon Griekspoor                                     | 7 64 | 7 64       |     |            |
| 3. |            | Andrej Golubjev / Oleksandr Nedověsov Robin Haase / Jean-Julien Rojer | 6 3  | 6 3        |     |            |
| 4. |            | Alexandr Bublik Robin Haase                                           | 7 64 | 6 1        |     |            |
| 5. |            | Michail Kukuškin Tallon Griekspoor                                    |      |            |     | nehrálo se |
| |            |                                                                       |      |            |     |            |
| |            |                                                                       |      |            |     |            |
| |            |                                                                       |      |            |     |            |
| |            |                                                                       |      |            |     |            |
| |            |                                                                       |      |            |     |            |

### Slovensko vs. Česko
| | Slovensko | 1 :                                                        | 3   | Česko |     |            |
| --- | --- | ---------------------------------------------------------- | --- | ----- | --- | ---------- |
| AXA Aréna NTC, Bratislava, Slovensko 6.–7. března 2020 antuka (hala, míče Dunlop) | |                                                            |     |       |     |            |
| \| \| \| \| 1. \| 2. \| 3. \| \| \| ----------- \| ------------------------------------------------------------------------------------------------------------------------------------------------------------------------------------------------------------------------------------------------------------------------------------------------------------------------------------------------------------------------------------------------- \| ---------------------------------------------------------- \| --- \| --- \| --- \| ---------- \| \| 1. \| \| Jozef Kovalík Jiří Veselý \| 3 6 \| 5 7 \| \| \| \| 2. \| \| Andrej Martin Lukáš Rosol \| 4 6 \| 4 6 \| \| \| \| 3. \| \| Filip Polášek / Igor Zelenay Jonáš Forejtek / Zdeněk Kolář \| 6 4 \| 6 4 \| \| \| \| 4. \| \| Andrej Martin Jiří Veselý \| 6 4 \| 5 7 \| 5 7 \| \| \| 5. \| \| Jozef Kovalík Lukáš Rosol \| \| \| \| nehrálo se \| \| Nominace \| \| \| \| \| \| \| \| \| Slovensko: Andrej Martin (95./356.), Norbert Gombos (109./—), Jozef Kovalík (121./389.), Filip Polášek (—/8.), kapitán Dominik Hrbatý \| \| \| \| \| \| \| \| Česko: Jiří Veselý (64./581.), Lukáš Rosol (179./508.), Zdeněk Kolář (224./214.), Vít Kopřiva (317./373.), Jonáš Forejtek (448./339.), kapitán Jaroslav Navrátil \| \| \| \| \| \| \| Podrobnosti \| \| \| \| \| \| \| \| \| Česká republika a Slovensko se před kvalifikačním duelem, od rozpadu federativního státu v roce 1992, nikdy neutkaly.[11] Rozhodující třetí český bod zajistil Jiří Veselý, který poprvé v soutěži vyhrál obě dvouhry mezistátního duelu. V sobotní dvouhře proti Andreji Martinovi otočil průběh zápasu ze stavu gemů 4–6 a 2–5. V závěru třetí sady pak odvrátil slovenské jedničce mečbol.[15] \| \| \| \| \| \| | |                                                            |     |       |     |            |
| | |                                                            | 1.  | 2.    | 3.  |            |
| 1. | | Jozef Kovalík Jiří Veselý                                  | 3 6 | 5 7   |     |            |
| 2. | | Andrej Martin Lukáš Rosol                                  | 4 6 | 4 6   |     |            |
| 3. | | Filip Polášek / Igor Zelenay Jonáš Forejtek / Zdeněk Kolář | 6 4 | 6 4   |     |            |
| 4. | | Andrej Martin Jiří Veselý                                  | 6 4 | 5 7   | 5 7 |            |
| 5. | | Jozef Kovalík Lukáš Rosol                                  |     |       |     | nehrálo se |
| Nominace | |                                                            |     |       |     |            |
| | Slovensko: Andrej Martin (95./356.), Norbert Gombos (109./—), Jozef Kovalík (121./389.), Filip Polášek (—/8.), kapitán Dominik Hrbatý |                                                            |     |       |     |            |
| | Česko: Jiří Veselý (64./581.), Lukáš Rosol (179./508.), Zdeněk Kolář (224./214.), Vít Kopřiva (317./373.), Jonáš Forejtek (448./339.), kapitán Jaroslav Navrátil |                                                            |     |       |     |            |
| Podrobnosti | |                                                            |     |       |     |            |
| | Česká republika a Slovensko se před kvalifikačním duelem, od rozpadu federativního státu v roce 1992, nikdy neutkaly. Rozhodující třetí český bod zajistil Jiří Veselý, který poprvé v soutěži vyhrál obě dvouhry mezistátního duelu. V sobotní dvouhře proti Andreji Martinovi otočil průběh zápasu ze stavu gemů 4–6 a 2–5. V závěru třetí sady pak odvrátil slovenské jedničce mečbol. |                                                            |     |       |     |            |

### Rakousko vs. Uruguay
| | Rakousko | 1 :                                                      | 1     | Uruguay |      |  |
| --- | -------- | -------------------------------------------------------- | ----- | ------- | ---- |  |
| Steiermarkhalle Schwarzlsee, Premstätten, Rakousko 6.–7. března 2020 tvrdý (hala) |          |                                                          |       |         |      |  |
| \| \| \| \| 1. \| 2. \| 3. \| \| \| -- \| \| -------------------------------------------------------- \| ----- \| --- \| ---- \| \| \| 1. \| \| Dennis Novak Martín Cuevas \| 6 2 \| 6 4 \| \| \| \| 2. \| \| Jurij Rodionov Pablo Cuevas \| 79 67 \| 3 6 \| 65 7 \| \| \| 3. \| \| Oliver Marach / Jürgen Melzer Ariel Behar / Pablo Cuevas \| \| \| \| \| \| 4. \| \| Dennis Novak Pablo Cuevas \| \| \| \| \| \| 5. \| \| Jurij Rodionov Martín Cuevas \| \| \| \| \| \| \| \| \| \| \| \| \| \| \| \| \| \| \| \| \| \| \| \| \| \| \| \| \| \| \| \| \| \| \| \| \| \| \| \| \| \| \| \| \| |          |                                                          |       |         |      |  |
| |          |                                                          | 1.    | 2.      | 3.   |  |
| 1. |          | Dennis Novak Martín Cuevas                               | 6 2   | 6 4     |      |  |
| 2. |          | Jurij Rodionov Pablo Cuevas                              | 79 67 | 3 6     | 65 7 |  |
| 3. |          | Oliver Marach / Jürgen Melzer Ariel Behar / Pablo Cuevas |       |         |      |  |
| 4. |          | Dennis Novak Pablo Cuevas                                |       |         |      |  |
| 5. |          | Jurij Rodionov Martín Cuevas                             |       |         |      |  |
| |          |                                                          |       |         |      |  |
| |          |                                                          |       |         |      |  |
| |          |                                                          |       |         |      |  |
| |          |                                                          |       |         |      |  |
| |          |                                                          |       |         |      |  |

### Japonsko vs. Ekvádor
| | Japonsko | 0 :                                                              | 2    | Ekvádor |        |  |
| --- | -------- | ---------------------------------------------------------------- | ---- | ------- | ------ |  |
| Bourbon Beans Dome, Miki, Japonsko 6.–7. března 2020 tvrdý (hala) |          |                                                                  |      |         |        |  |
| \| \| \| \| 1. \| 2. \| 3. \| \| \| -- \| \| ---------------------------------------------------------------- \| ---- \| ---- \| ------ \| \| \| 1. \| \| Go Soeda Emilio Gómez \| 5 7 \| 63 7 \| \| \| \| 2. \| \| Jasutaka Učijama Roberto Quiroz \| 64 7 \| 6 2 \| 68 710 \| \| \| 3. \| \| Ben McLachlan / Jasutaka Učijama Gonzalo Escobar / Diego Hidalgo \| \| \| \| \| \| 4. \| \| Jasutaka Učijama Emilio Gómez \| \| \| \| \| \| 5. \| \| Go Soeda Roberto Quiroz \| \| \| \| \| \| \| \| \| \| \| \| \| \| \| \| \| \| \| \| \| \| \| \| \| \| \| \| \| \| \| \| \| \| \| \| \| \| \| \| \| \| \| \| \| |          |                                                                  |      |         |        |  |
| |          |                                                                  | 1.   | 2.      | 3.     |  |
| 1. |          | Go Soeda Emilio Gómez                                            | 5 7  | 63 7    |        |  |
| 2. |          | Jasutaka Učijama Roberto Quiroz                                  | 64 7 | 6 2     | 68 710 |  |
| 3. |          | Ben McLachlan / Jasutaka Učijama Gonzalo Escobar / Diego Hidalgo |      |         |        |  |
| 4. |          | Jasutaka Učijama Emilio Gómez                                    |      |         |        |  |
| 5. |          | Go Soeda Roberto Quiroz                                          |      |         |        |  |
| |          |                                                                  |      |         |        |  |
| |          |                                                                  |      |         |        |  |
| |          |                                                                  |      |         |        |  |
| |          |                                                                  |      |         |        |  |
| |          |                                                                  |      |         |        |  |

### Švédsko vs. Chile
| | Švédsko | 1 :                                                                 | 1   | Chile |    |  |
| --- | ------- | ------------------------------------------------------------------- | --- | ----- | -- |  |
| Kungliga tennishallen, Stockholm, Švédsko 6.–7. března 2020 tvrdý (hala) |         |                                                                     |     |       |    |  |
| \| \| \| \| 1. \| 2. \| 3. \| \| \| -- \| \| ------------------------------------------------------------------- \| --- \| --- \| -- \| \| \| 1. \| \| Mikael Ymer Tomás Barrios \| 6 2 \| 6 3 \| \| \| \| 2. \| \| Elias Ymer Alejandro Tabilo \| 4 6 \| 3 6 \| \| \| \| 3. \| \| Markus Eriksson / Robert Lindstedt Tomás Barrios / Alejandro Tabilo \| \| \| \| \| \| 4. \| \| Mikael Ymer Alejandro Tabilo \| \| \| \| \| \| 5. \| \| Elias Ymer Tomás Barrios \| \| \| \| \| \| \| \| \| \| \| \| \| \| \| \| \| \| \| \| \| \| \| \| \| \| \| \| \| \| \| \| \| \| \| \| \| \| \| \| \| \| \| \| \| |         |                                                                     |     |       |    |  |
| |         |                                                                     | 1.  | 2.    | 3. |  |
| 1. |         | Mikael Ymer Tomás Barrios                                           | 6 2 | 6 3   |    |  |
| 2. |         | Elias Ymer Alejandro Tabilo                                         | 4 6 | 3 6   |    |  |
| 3. |         | Markus Eriksson / Robert Lindstedt Tomás Barrios / Alejandro Tabilo |     |       |    |  |
| 4. |         | Mikael Ymer Alejandro Tabilo                                        |     |       |    |  |
| 5. |         | Elias Ymer Tomás Barrios                                            |     |       |    |  |
| |         |                                                                     |     |       |    |  |
| |         |                                                                     |     |       |    |  |
| |         |                                                                     |     |       |    |  |
| |         |                                                                     |     |       |    |  |
| |         |                                                                     |     |       |    |  |